# Eremodynerus consimilis
Eremodynerus consimilis är en stekelart som först beskrevs av Mor.  Eremodynerus consimilis ingår i släktet Eremodynerus och familjen Eumenidae. Inga underarter finns listade i Catalogue of Life.